# Tubi
Tubi es un servicio de streaming tipo OTT y FAST propiedad de Fox Corporation. El servicio fue lanzado por primera vez el 1 de abril de 2014 y tiene su base en San Francisco, California.
En mayo de 2024, se informó que la plataforma tenía 80 millones de usuarios activos mensuales. Posteriormente se reportó que a partir de enero de 2025, cuenta con 97 millones de usuarios activos mensuales.

## Historia
Tubi fue fundada por Farhad Massoudi y Thomas Ahn Hicks de AdRise en San Francisco, y lanzada en 2014 como un servicio gratuito. En junio de 2019, Tubi anunció que tenía más de 20 millones de usuarios activos mensuales y más tarde, en septiembre, la empresa informó que los usuarios habían visualizado 132 millones de horas de contenido. En septiembre de 2020, la compañía reportó 33 millones de usuarios mensuales.
En 2019, el CEO Farhad Massoud anunció que Tubi casi doblaría su gasto en contenido licenciado en 2018, siento este cerca de 100 millones de dólares: En febrero de ese año, Tubi firmó un acuerdo de distribución con NBCUniversal, que incluye 400 episodios de TV y películas.
El 25 de septiembre, Tubi empezó a estar disponible en Vizio Smartcast. El 21 de octubre, la plataforma lanzó "Tubi Kids" - un centro dedicado al contenido infantil de la emisora a través de Roku y dispositivos compatibles.

### Venta a Fox
En febrero de 2020, se informó que Fox Corporation había iniciado conversaciones para adquirir Tubi. El 17 de marzo, Fox anunció la adquisición de la compañía por 440 millones de dólares. El trato se cerró oficialmente el 20 de abril; Farhad Massoudi permanecería en la compañía, que continuaría como una subsidiaria separada.
En diciembre de 2021, Fox adquirió MarVista Entertainment, con el objetivo de reforzar la biblioteca de Tubi y aprovechar sus capacidades de producción de películas realizadas para televisión.
En diciembre de 2022, Tubi firmó un acuerdo de contenido con la compañía de entretenimiento surcoreana CJ ENM, para obtener licencias de varias películas y series de televisión de Corea del Sur.
En enero de 2023, Tubi firmó un acuerdo de contenido con Warner Bros. Discovery para crear 11 nuevos canales FAST en la plataforma y agregar contenido bajo demanda de varias propiedades de Warner Bros. Discovery. En julio de ese año, Anjali Sud fue anunciada como la nueva directora ejecutiva de Tubi tras la salida de Farhad Massoudi. En diciembre, Tubi firmó un nuevo acuerdo de contenido con Warner Bros Discovery para lanzar nueve nuevos canales FAST además de agregar programas y películas de DC on demand.
En mayo de 2024, Tubi demandó a un bufete de abogados llamado Keller Postman por supuestamente realizar decenas de miles de reclamos por discriminación sin fundamento en su contra con la esperanza de forzar un acuerdo con el servicio.
En febrero de 2025, Tubi transmitió el Super Bowl LIX. Ese mismo mes, el propietario de Tubi, Fox Corporation, anunció que había adquirido la empresa de podcast y medios Red Seat Ventures. Red Seat Ventures seguiría operando como una empresa independiente, pero pasaría a estar bajo la empresa matriz de Tubi, Tubi Media Group.
El 4 de marzo de 2025, Fox Sports México dio a conocer a través de un comunicado que había tomado acciones legales contra Fox Corporation (propietario de Tubi, emisora oficial de la Primera División Mexicana) y Grupo Pachuca debido a que no se le habría respetado el presunto derecho de preferencia por ofertar para seguir transmitiendo los encuentros como local del Club León y Club Pachuca en la Liga MX para el territorio mexicano, por lo cual el canal pidió a un juez que ordenara que estos juegos se quedasen sin emisión oficial mediante Tubi hasta que se resuelva el asunto. Sin embargo, posteriormente tanto Fox Corporation como Grupo Pachuca respondieron aclarando que Grupo Lauman (dueño de Fox Sports México) no había pagado lo correspondiente por los derechos televisivos de ambos clubes, y por lo tanto la negociación por éstos de parte de Fox Corp. era licita y que los partidos continuarían emitiéndose en Tubi; además, Fox Corp. indicó que el permiso con el que contaba Grupo Lauman para usar la marca «Fox» había expirado y por tanto tendría que retirarla paulatinamente. Más tarde Fox Sports MX desmintiría esto último y después declararía que había obtenido una medida cautelar para que Fox Corporation no pudiera seguir utilizando el nombre «Fox» en sus transmisiones de Tubi.  El 4 de abril de 2025, tanto Tubi como Grupo Pachuca confirmaron que el partido entre Tuzos y América correspondiente a la jornada 14 del Torneo Clausura 2025 no sería transmitido en ninguna parte debido a la orden de un juez causada por los problemas legales comenzados en marzo entre Fox, Pachuca y Lauman.  El 8 de abril, el Club Pachuca confirmó que regresarían sus transmisiones a través de Tubi tras un fallo a favor por parte de un juzgado federal y se reportó que Grupo Pachuca había demandado a Grupo Lauman por daños y prejuicios.

## Disponibilidad global
Tubi se hizo inaccesible en toda Europa como resultado de la entrada en vigor de la GDPR el 25 de mayo de 2018. Más tarde se anunció que Tubi se relanzaría en el Reino Unido a principios de 2020.
Tubi se lanzó oficialmente en Australia el 1 de septiembre de 2019.
En enero de 2020, la plataforma anunció una expansión a México, en asociación con TV Azteca.
En julio de 2022, Tubi anunció una asociación con Shaw Communications para que el servicio esté disponible para todos los clientes de Shaw y ampliar aún más el alcance de Tubi en Canadá.
En agosto de 2022, el servicio se lanzó en Costa Rica, Ecuador, El Salvador, Guatemala y Panamá.
En julio de 2024, Tubi finalmente empezó a estar disponible en el Reino Unido.

## Programación
La programación de Tubi incluye películas y series de televisión de diversos proveedores de contenido. Además de Fox Entertainment, otros proveedores han incluido a Metro-Goldwyn-Mayer, Paramount Global, Lionsgate, Sony Pictures, NBCUniversal, Warner Bros., The Walt Disney Company, Studio 100, Studio 100, Shout! Factory, Nelvana, WildBrain, 9 Story Media Group, Aniplex of America, Crunchyroll, Viz Media, y GKIDS. Incluso contenido de la cadena venezolana RCTV desde 2021. Tubi utiliza un sistema de ofertas en tiempo real para anunciantes que ofrece anuncios de video en varias plataformas.

### Deportes

#### Estados Unidos
A través de Fox Sports, Tubi actualmente tiene los derechos para emitir partidos en vivo de la NBA G League, UEFA Nations League, CONCACAF, de la Liga MX y Liga MX Femenil. Con excepción de la G League, estos juegos se muestran en el canal Fox Sports on Tubi.
Durante la Copa Mundial de Fútbol de 2022, Tubi ofreció todos los partidos bajo demanda 30 minutos después de su finalización. A lo largo del Clásico Mundial de Béisbol 2023, la plataforma mostró algunos partidos en vivo de la competición. Tubi transmitió la cobertura de Fox del Super Bowl LIX de forma gratuita el 9 de febrero de 2025, junto con su propio programa exclusivo previo al juego.
Tubi ofrece varios canales de televisión deportivos gratuitos con publicidad a través de su servicio de TV en vivo. A partir de marzo de 2023, estos canales incluyen ofertas de la Copa Mundial de Fútbol, Fox Sports, National Football League, Major League Baseball, Women's Sports Network, Racing America, beIN Sports Xtra, Fubo Sports Network, Stadium, Pac-12 Insider, Sports Wire, Fox Sports en Español, ACCDN y NHRA.

#### Internacional
El 18 de diciembre de 2024, se dio a conocer que a partir del Torneo Clausura 2025 de la Liga MX y la Liga MX Femenil, la plataforma comenzaría a transmitir de forma gratuita los partidos como local de los clubes León y Pachuca, así como de sus contrapartes femeninas en México, Guatemala, El Salvador, Costa Rica, Panamá y Ecuador.
El 3 de febrero de 2025, se confirmó que el servicio llevaría a cabo en México, de forma exclusiva, las transmisiones de la Copa de Campeones de la Concacaf a partir de la edición de ese mismo año.
El 19 de febrero de 2025, se oficializó que Tubi se  había hecho los derechos de transmisión del 50 % de los encuentros de la Premier League en México a partir de la jornada 26, y en Centroamérica desde la jornada 30 de la temporada 2024-25. Posteriormente, se reveló que la plataforma también había adquirido los derechos televisivos de la FA Cup en dichas regiones.
Más tarde, en el Clausura 2025, se confirmó que los juegos en casa de FC Juárez Varonil y Femenil, así como los de Tigres (cuyos derechos televisivos son de Azteca Deportes), también comenzarían a ser emitidos a través de Tubi.
A partir del Apertura 2025, se dio a conocer que la plataforma sumaría a sus transmisiones los partidos como local de Xolos de Tijuana, Querétaro, Mazatlán, Puebla y Toluca en la Liga MX, así como los de Chivas, Tijuana, Querétaro, Santos, Mazatlán, Atlas y Puebla en la Liga MX Femenil (obteniendo las emisiones de nueve y diez equipos en total, respectivamente). Esto se debe principalmente a la adquisición de Caliente TV por parte de Fox.